# Campeonato Mundial de Handebol Masculino de 1978
O Campeonato Mundial de Handebol Masculino de 1978 foi a nona edição do Campeonato Mundial de Handebol. Foi disputado na Dinamarca.

## Times
| Grupo A                         | Grupo B           | Grupo C         | Grupo D  |
| ------------------------------- | ----------------- | --------------- | -------- |
| Canadá (liderado por Louis Roy) | Alemanha Oriental | Dinamarca       | Bulgária |
| Tchecoslováquia                 | França            | Islândia        | Japão    |
| Alemanha Ocidental              | Hungria           | União Soviética | Polónia  |
| Iugoslávia                      | Roménia           | Espanha         | Suécia   |

## Fase Preliminar

### Grupo A
| Time               | P | V | E | D | GP | GC | SG  | Pts. |
| ------------------ | - | - | - | - | -- | -- | --- | ---- |
| Alemanha Ocidental | 3 | 3 | 0 | 0 | 54 | 36 | +18 | 6    |
| Iugoslávia         | 3 | 2 | 0 | 1 | 54 | 45 | +9  | 4    |
| Tchecoslováquia    | 3 | 1 | 0 | 2 | 58 | 43 | +15 | 2    |
| Canadá             | 3 | 0 | 0 | 3 | 31 | 73 | -42 | 0    |

### Grupo B
| Time              | P | V | E | D | GP | GC | SG  | Pts. |
| ----------------- | - | - | - | - | -- | -- | --- | ---- |
| Roménia           | 3 | 2 | 0 | 1 | 74 | 56 | +18 | 4    |
| Alemanha Oriental | 3 | 2 | 0 | 1 | 56 | 43 | +13 | 4    |
| Hungria           | 3 | 2 | 0 | 1 | 66 | 54 | +12 | 4    |
| França            | 3 | 0 | 0 | 3 | 54 | 97 | -43 | 0    |

### Grupo C
| Time            | P | V | E | D | GP | GC | SG  | Pts. |
| --------------- | - | - | - | - | -- | -- | --- | ---- |
| União Soviética | 3 | 2 | 1 | 0 | 62 | 46 | +16 | 5    |
| Dinamarca       | 3 | 2 | 1 | 0 | 56 | 45 | +11 | 5    |
| Espanha         | 3 | 2 | 0 | 1 | 52 | 65 | -13 | 4    |
| Islândia        | 3 | 0 | 0 | 3 | 54 | 68 | -14 | 0    |

### Grupo D
| Time     | P | V | E | D | GP | GC | SG  | Pts. |
| -------- | - | - | - | - | -- | -- | --- | ---- |
| Polónia  | 3 | 3 | 0 | 0 | 76 | 60 | +16 | 6    |
| Suécia   | 3 | 2 | 0 | 1 | 72 | 58 | +14 | 4    |
| Japão    | 3 | 1 | 0 | 2 | 64 | 70 | -6  | 2    |
| Bulgária | 3 | 0 | 0 | 3 | 58 | 82 | -24 | 0    |

## Segunda Fase

### Grupo 1
| Time               | P | V | E | D | GP | GC | SG | Pts. |
| ------------------ | - | - | - | - | -- | -- | -- | ---- |
| Alemanha Ocidental | 3 | 1 | 2 | 0 | 49 | 44 | +5 | 4    |
| Alemanha Oriental  | 3 | 1 | 2 | 0 | 48 | 46 | +2 | 4    |
| Iugoslávia         | 3 | 1 | 1 | 1 | 46 | 50 | -4 | 3    |
| Roménia            | 3 | 0 | 1 | 2 | 49 | 52 | -3 | 1    |

### Grupo 2
| Time            | P | V | E | D | GP | GC | SG  | Pts. |
| --------------- | - | - | - | - | -- | -- | --- | ---- |
| União Soviética | 3 | 2 | 1 | 0 | 58 | 50 | +8  | 5    |
| Dinamarca       | 3 | 2 | 1 | 0 | 59 | 53 | +6  | 5    |
| Polónia         | 3 | 1 | 0 | 2 | 61 | 60 | +1  | 2    |
| Suécia          | 3 | 0 | 0 | 3 | 49 | 64 | -15 | 0    |

## 3º / 4º lugar
| Data       | Partida¹          | Partida¹ | Partida¹  | Placar |
| ---------- | ----------------- | -------- | --------- | ------ |
| 05.02.1978 | Alemanha Oriental | -        | Dinamarca | 19-15  |

- (¹) -  Em Copenhague

## Final
| Data       | Partida¹           | Partida¹ | Partida¹        | Placar |
| ---------- | ------------------ | -------- | --------------- | ------ |
| 05.02.1978 | Alemanha Ocidental | -        | União Soviética | 20-19  |

- (¹) -  Em Copenhague

## Classificação Final
|    | Alemanha Ocidental |
|    | União Soviética    |
|    | Alemanha Oriental  |
| 4  | Dinamarca          |
| 5  | Iugoslávia         |
| 6  | Polónia            |
| 7  | Roménia            |
| 8  | Suécia             |
| 9  | Hungria            |
| 10 | Espanha            |
| 11 | Tchecoslováquia    |
| 12 | Japão              |
| 13 | Islândia           |
| 14 | Bulgária           |
| 15 | Canadá             |
| 16 | França             |

| Campeonato Mundial de Handebol Masculino de 1978 |
| Campeão                                          |
| ------------------------------------------------ |
| Alemanha Ocidental 2º Título                     |